# Луций Гораций Барбат
Луций Гораций Барбат (лат. Lucius Horatius Barbatus; V век до н. э.) — римский политический деятель из патрицианского рода Горациев, военный трибун с консульской властью 425 года до н. э. согласно Титу Ливию.
Коллегами Луция Горация по должности были Авл Семпроний Атратин, Луций Квинкций Цинциннат Младший и Луций Фурий Медуллин. При этих магистратах Вторая Вейентская война завершилась перемирием на двадцать лет, а с эквами было заключено перемирие на три года.
Луций Гораций упоминается только в одном источнике — «Истории Рима от основания города» Тита Ливия. Диодор Сицилийский называет военными трибунами 425 года до н. э. только Атратина, Цинцинната и Медуллина. Соответственно антиковед Фридрих Мюнцер полагает, что трибун Барбат был выдуман одним из античных авторов.